# 전도성
전도성(全道成, 천안, 1864년 12월 9일 ~ 1944년 8월 18일)은 조선시대의 판소리 명창이다.
어전명창교지(헌릉참봉)-광서15년 3월(1889년) 고종26년

## 생애
전라북도 임실에서 태어났으며, 정읍에서 거주하였다. 9세 때부터 부친 전명준 밑에서 공부하다가, 28세 때 송우룡에게서 판소리를 배웠다. 동편제 창법을 매우 고아한 목소리로 불러 판소리 역사와 이론을 잘 알고 있었다. 목소리는 양성이고 기교가 매우 정교하였다. 지방에 묻혀 살았기 때문에 별로 알려지지 않은 명창이다. 동편제에서 이탈한 송만갑과 동편제를 고수한 그와는 이론이 서로 달랐다. 《심청가》 중에서 〈범피중유〉를 잘 불렀다. 조선창극사를 구술하였다.